# ヴュルツブルク大公国

ヴュルツブルク選帝侯領
（1805年 - 1806年）
ヴュルツブルク大公国
（1806年 - 1814年）
Kurfürstentum Würzburg
Großherzogtum Würzburg

1812年時点のヴュルツブルク大公国

ヴュルツブルク大公国（ヴュルツブルクだいこうこく、ドイツ語: Großherzogtum Würzburg）は、ナポレオン戦争の時期にドイツで存在した、ヴュルツブルクを首都とする大公国。
1801年のリュネヴィルの和約により、ヴュルツブルク司教領は1803年に世俗化され、バイエルン選帝侯領に併合された。同年、元トスカーナ大公フェルディナンド3世は補償としてザルツブルク選帝侯領を獲得した。1805年12月26日のプレスブルクの和約により、フェルディナンド3世はザルツブルク選帝侯領をオーストリア帝国に割譲したが、補償としてヴュルツブルクを獲得した。ヴュルツブルクは同条約でバイエルンがチロル伯領獲得の代償として割譲していた。
フェルディナンド3世の領国は短期間ヴュルツブルク選帝侯領（ドイツ語: Kurfürstentum Würzburg）として知られたが、1806年8月6日に神聖ローマ帝国が解体したため大公国に昇格した。同年9月30日にライン同盟に加盟、1810年にバイエルン王国からシュヴァインフルトを得た。
ナポレオン・ボナパルトがライプツィヒの戦いで敗北すると、フェルディナンド3世は1813年10月26日にフランス第一帝政との同盟を解消した。1814年6月3日、オーストリアとバイエルンは条約を締結、ヴュルツブルク大公国は解体、バイエルンに併合された。フェルディナンド3世はウィーン会議でトスカーナ大公国を再び獲得した。カトリック・ヴュルツブルク司教区は1821年に再設立されたが、世俗での権力は持たなかった。